# Theodor Pallady

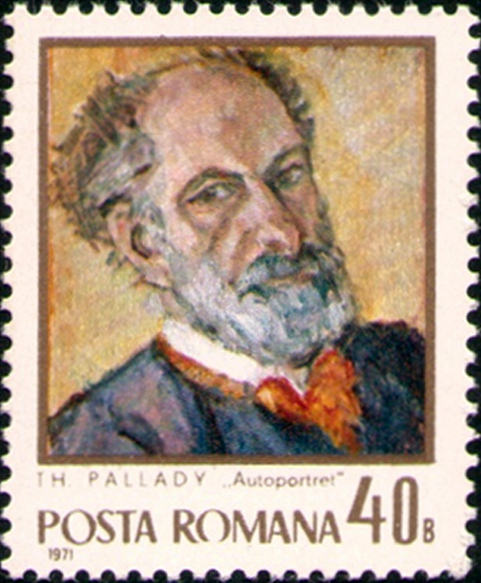
Postzegel met daarop een zelfportret van Pallady

Theodor Pallady (Iași, 11 april 1871 – Boekarest, 16 augustus 1956) was een Roemeense kunstschilder. 
Op een jonge leeftijd leefde Pallady in Dresden, waar hij techniek studeerde. Later vestigde hij zich in Parijs, waar hij met Henri Matisse, Georges Rouault en Albert Marquet werkte. In 1904 keerde hij naar Roemenië terug. Hij hield een tentoonstelling in het Roemeens Atheneum. 
- Bibsys: 99024017
- Bibliothèque nationale de France: cb11985615d (data)
- Gemeinsame Normdatei: 118986546
- International Standard Name Identifier: 0000 0001 0823 2867
- KulturNav: 733fa6ef-2fda-41a7-9e5e-5f0bd8b406f1
- Library of Congress Control Number: n88141866
- Nationale Bibliotheek van Tsjechië: jn20021014002
- Nationale Bibliotheek van Israël: 987007278154405171
- Nederlandse Thesaurus van Auteursnamen: 068468237
- RKD-Nederlands Instituut voor Kunstgeschiedenis: 61574
- Système universitaire de documentation: 027916456
- Union List of Artist Names: 500003773
- Virtual International Authority File: 61554567
- WorldCat: E39PBJhhp8MhFrpJ69j8DXCqQq